# 1938 en bande dessinée
| Années de la bande dessinée : 1935 - 1936 - 1937 - 1938 - 1939 - 1940 - 1941    |
| Décennies de la bande dessinée : 1900 - 1910 - 1920 - 1930 - 1940 - 1950 - 1960 |

Cet article présente les faits marquants de l'année 1938 en bande dessinée.

## Évènements
- 21 avril, Europe : naissance du Journal de Spirou mettant en scène le personnage du même nom et publié de manière hebdomadaire sans interruption depuis lors.
- 1er juin, États-Unis : parution du premier numéro d'Action Comics qui a présenté au monde le personnage de Superman, le premier véritable super-héros.

## Nouveaux albums
Voir aussi : Albums de bande dessinée sortis en 1938

### Franco-Belge
| Sortie | Titre                                            | Scénariste     | Dessinateur    | Coloriste      | Éditeur        |
| ------ | ------------------------------------------------ | -------------- | -------------- | -------------- | -------------- |
| ?      | à compléter                                      |                |                |                |                |
| 1938   | Poucette trottin - Poucette trottin en croisière | Aristide Perré | Aristide Perré | Aristide Perré | Éditions Rouff |
| ?      | …                                                |                |                |                |                |

### Comics
| Sortie | Titre       | Scénariste | Dessinateur | Coloriste | Éditeur |
| ------ | ----------- | ---------- | ----------- | --------- | ------- |
| ?      | à compléter |            |             |           |         |
| ?      | …           |            |             |           |         |

### Mangas
| Sortie | Titre       | Scénariste | Dessinateur | Coloriste | Éditeur |
| ------ | ----------- | ---------- | ----------- | --------- | ------- |
| ?      | à compléter |            |             |           |         |
| ?      | …           |            |             |           |         |

## Naissances
- 13 janvier : Cabu
- 8 mai : 
  - Jean Giraud, dit Gir ou Moebius
  - Kazuo Koike
- 17 juillet : Hermann
- 27 juillet : Pierre Christin
- 17 août : Trina Robbins
- 3 septembre : Calvi
- 23 septembre : Jean-Claude Mézières
- 26 septembre : Raoul Cauvin
- 5 novembre : Jim Steranko
- Russell Myers

## Décès
- mars : Décès de Walt McDougall
- 13 octobre : Décès de Elzie Crisler Segar